# Lupeni (Hunedoara)
Lupeni is een stad (oraș) in het Roemeense district Hunedoara in de Jiu vallei. De stad telt 30.852 inwoners.
In augustus 1929 kwam het als gevolg van de economische crisis tot een staking van de mijnwerkers die in opdracht van de regering bloedig gebroken werd met 22 doden tot gevolg. De herinnering aan de opstanden tegen en slachtoffers van de regering wordt levendig gehouden door het Lupeni'29-monument.
In 1941 werd Lupeni officieel een stad.
Na de Tweede Wereldoorlog was de omgeving de belangrijkste steenkoolleverancier van Roemenië. Deze eenzijdige economische basis had tot gevolg dat na de revolutie van 1989, met sluiting van een aantal mijnen, er een hoge werkloosheid kwam.

## Publicaties
- Hunedoara County. (Tourist itineraries), [z.j.]